# Bagabag (Nueva Vizcaya)
Bagabag is een gemeente in de Filipijnse provincie Nueva Vizcaya op het eiland Luzon. Bij de laatste census in 2007 had de gemeente bijna 33 duizend inwoners.

## Geografie

### Bestuurlijke indeling
Bagabag is onderverdeeld in de volgende 17 barangays:
| - Bakir - Baretbet - Careb - Lantap - Murong - Nangalisan - Paniki - Pogonsino - Quirino | - San Geronimo - Santa Cruz - Santa Lucia - San Pedro - Tuao North - Tuao South - Villa Coloma - Villaros |

## Demografie
Bagabag had bij de census van 2007 een inwoneraantal van 32.787 mensen. Dit zijn 2.135 mensen (7,0%) meer dan bij de vorige census van 2000. De gemiddelde jaarlijkse groei komt daarmee uit op 0,93%, hetgeen lager is dan het landelijk jaarlijks gemiddelde over deze periode (2,04%). Vergeleken met de census van 1995 is het aantal mensen met 4.508 (15,9%) toegenomen.

De bevolkingsdichtheid van Bagabag was ten tijde van de laatste census, met 32.787 inwoners op 234,68 km², 139,7 mensen per km².